# Romance biográfico
O romance biográfico é um gênero de romance que fornece uma história da vida de uma pessoa. Este tipo de romance concentra-se nas experiências de uma pessoa durante sua vida, as pessoas as quais esta conheceu e os incidentes ocorridos são detalhados e, por vezes, guarnidos para dar-lhe a aparência de um romance. Os nomes e contas podem ser alteradas sempre que necessário. Um bom exemplo deste tipo é o romance de Goldsmith, "The Vicar of Wakefield" e acredita-se ser a biografia de uma pessoa que o autor conhecido é observado muito de perto. Este tipo de romance funde os elementos da pesquisa biográfica e verdade histórica no âmbito de um romance, com o diálogo, drama e humor. O romance biográfico se assemelha à ficção histórica, exceto por um aspecto: Personagens em um romance histórico podem ser fabricados e, em seguida, colocados em um ambiente autêntico; personagens de um romance biográfico realmente viveram.

## Filmes baseados em romances biográficos
- The Agony and the Ecstasy (1965)